# 28 Bellona
28 Bellona è un grande asteroide della Fascia principale.
Bellona fu scoperto da Karl Theodor Robert Luther il 1º marzo 1854 a Düsseldorf presso l'omonimo osservatorio (situato nel distretto urbano di Bilk) in Germania, di cui era direttore dal 1851. Fu battezzato così in onore di Bellona, la dea Romana della guerra; il nome fu scelto per segnare l'inizio della Guerra di Crimea (1853 - 1856).
Al momento della scoperta dei primi asteroidi furono proposti dei simboli astronomici identificativi. Per Bellona il simbolo adottato fu il seguente: .